# Anochetus splendidulus
Anochetus splendidulus är en myrart som beskrevs av Keizo Yasumatsu 1940. Anochetus splendidulus ingår i släktet Anochetus och familjen myror. Inga underarter finns listade i Catalogue of Life.